# Ornithomya avicularia
Ornithomya avicularia is een vliegensoort uit de familie van de luisvliegen (Hippoboscidae). De wetenschappelijke naam is gepubliceerd in 1758 door Linnaeus in de tiende editie van Systema naturae.